# Ардуин из Чепрано
Ардуин из Чепрано (VII век, Силиан – 28 июля 627 год, Чепрано) —  святой. День памяти — 28 июля.
Святой Ардуин родился Там, где нынче находится городок Силиан, Великобритания, в начале VII века. Он был родом из кельтов, которые незадолго до этого были обращены в христианство попечением миссионеров, посланных святым Григорием Великим. После  обучения святой Ардуин был рукоположен во священники святым Августином Кентерберийским. Он со товарищи Херардо, Фулько и Бернардо отправился паломником в Святую Землю. Пожив отшельниками  в святилище Святого Архангела Михаила на горе Гаргано, он совершил паломничество в Рим, чтобы посетить гробницы апостолов Петра и Павла.
Во время путешествия все его товарищи погибли (Херардо в Галлинаро, Фулько возле Сантопадре и Бернардо возле Арпино). Оставшись один, Ардуино остановился в Чепрано, городе, где распространилась чума. Поэтому он решил остаться там, оказывая помощь нуждающимся горожанам.
Святому Ардуино был посвящен один из алтарей древней базилики Ватикана.